# 潮恒太郎
潮 恒太郎（うしお つねたろう、1866年1月16日（慶応元年11月30日） - 1919年（大正8年）6月21日）は、明治から大正期の日本の司法官。

## 人物
慶応元年11月30日、島根県において、潮房太郎の長男として生まれる。
明治18年（1885年）7月、松江始審裁判所浜田支庁に雇として奉職。当時の浜田支庁には、若き日の島村抱月（当時の姓名は佐々山瀧太郎）も給仕として奉職していた。
恒太郎はその後、苦学して判事登用試験に合格し、明治20年（1887年）、判事に任官。東京地方裁判所、東京控訴院に在勤。東京地裁の上席判事を10年務め、予審判事として、シーメンス事件や、幸徳秋水らの大逆事件（幸徳事件）といった著名な事件を担当した。
大正8年（1919年）6月20日、大審院検事に任じられたが、翌21日死去した。享年55。「予審判事中の第一人者」と評されたという。

## 親族
- 弟 潮恵之輔（内務官僚）[1]